# 73P/Schwassmann–Wachmann
Komet 73P/Schwassmann-Wachmann, poznat i kao Schwassmann-Wachmann 3, periodičan je komet u procesu dezintegracije. 
Komet su otkrili astrnomi Arnold Schwassmann i Arno Arthur Wachmann 2. svibnja 1930. u Hamburgu. Otkriće kometa se dogodilo slučajno prilikom pregleda fotografske ploče u potrazi za asteroidima. Na fotografskoj ploči snimljenoj 2. svibnja otkrili su komet. Nakon prolaza kroz perihel te godine komet je bio izgubljen. Od tada do danas promatran je više puta ali je imao druge oznake.
Komet ima orbitalni period o 5.36 godina tako da se zemlji približi svakih 16 godina. Jezgra kometa je procijenjena na 1,100 m u promjeru.

## Raspad
Prilikom prolaza kraj perihel 1995. godine, komet se počeo raspadati. Tada se raspao na 5 fragmenata koji su dobili ime 73P-A, B, C, D i E. Komet se i dalje nastavio raspadati tako da je do prolaza kroz perihel 2006. bilo poznato najmanje 8 fragmenata: B, C, G, H, J, L, M & N. HST je 18. travnja 2006. snimio komet i otkrio barem tucet dijelova od fragmenata B i G. Vjeruje se da će se komet dezintegrirati do kraja i neće ga se više biti moguće promatrati.
Fragmenti su u proljeću 2006. prolazili veoma blizu Zemlje, samo 12 milijuna km. Očekuje se da će 2022. fragmenti proći još bliže Zemlji nego 2006. godine. Koliko će to blizu biti nije poznato dok se ne odrede novi orbitalni parametri.
Komet je trebala posjetiti sonda CONTOUR 18. lipnja 2006. Nažalost, sonda se raspala nakon lansiranja.

## Vanjske poveznica
Skice B i C fragmenata kometa